# 新四军第6师
新四军第6师，全称国民革命军新编第四军第六师，皖南事变后由江南指挥部、江南人民抗日救国军编成，谭震林任师长兼政委，参谋长罗忠毅，辖第16、第18旅。最初全师共8000余人。

## 概述
1941年3月，由江南指挥部、江南人民抗日救国军编成，在苏南坚持抗日斗争。第6师组建后，受到日伪军的连续扫荡、围剿和国军的攻击。该师部队顽强抗击，粉碎了日伪军对支湖漏湖地区和苏州常熟太仓地区的清剿，三战三捷，打退了国军对黄金山第16旅发动的3次进攻，但第18旅蒙受重大损失，被迫转移到苏中，11月划归新四军第1师建制。11月28日，日伪军3000余人奔袭溧阳塘马第16旅旅部，激战竞日，罗忠毅，廖海涛等均牺牲，由谭震林兼旅长，钟国楚任政委。
1942年5月，江渭清任政委，钟国楚任旅长，继续以茅山为根据地坚持斗争。11月，第1、第6师领导机关合并（对外均保留番号），由粟裕统一指挥两师部。同年底，第1师第2旅抵苏南，与该地区第16旅合并，组成新的第16旅，王必成任旅长，江渭清任政委。新的第16旅转战苏皖浙边，收复溧阳县、广德县、宣城县等，扩大了苏南抗日根据地。1945年1月，苏浙军区成立，第16旅改为该军区第1纵队。

## 最初编制
- 最初编制谭震林任师长兼政委，参谋长罗忠毅，辖第16、第18旅。
  - 第16旅：旅长由罗忠毅、政委廖海涛；
  - 第18旅：旅长江渭清，政委温玉成。

## 军政委员会
1941年4月30日，经中共中央军事委员会批准，在新四军第6师设立军政委员会，由谭震林、江渭清、罗忠毅3人组成，谭震林任书记。1942年10月26日，中共中央军委决定新四军第1、第6师领导机关对内实行合并，第6师军政委员会撤销。